# دينيل ديناميكس
دينيل ديناميكس (بالإنجليزية: Denel Dynamics)، سابقا كنترون (بالإنجليزية: Kentron)، هو قسم من دينيل إس أو سي المحدودة، وهي شركة جنوب أفريقية لتطوير وتصنيع الاسلحة والمملوكة بالكامل لحكومة جنوب أفريقيا. خلال الجزء الأول من عام 2004، خضعت الشركة لتغيير الاسم من «كنترون» إلى «دينيل لأنظمة الفضاء» وبعد ذلك إلى دينيل ديناميكس. يقع مقر الشركة في سنتوريون، جنوب أفريقيا. ولها عدة مواقع أخرى، وتعمل وفقا لشهادة الايزو 9000 وايزو 14000.

## المنتجات الرئيسية
| الفئة                                                                          | النوع                                                                   | الاسم                   |
| ------------------------------------------------------------------------------ | ----------------------------------------------------------------------- | ----------------------- |
| طائرة بدون طيار (UAV)                                                          |                                                                         |                         |
| Hungwe - استطلاع تكتيكي                                                        |                                                                         |                         |
| دينيل ديناميك سيكير -استطلاع تكتيكي                                            |                                                                         |                         |
| Bateleur - MALE Reconnaissance                                                 |                                                                         |                         |
| Skua - طائرة هدف بدون طيار                                                     |                                                                         |                         |
| صواريخ موجهة                                                                   |                                                                         |                         |
| صاروخ جو-جو                                                                    |                                                                         |                         |
| A-Darter – Short Range توجيه بالأشعة تحت الحمراء                               |                                                                         |                         |
| R-Darter – Radar Guided صاروخ خارج مدى الرؤية البصرية (BVR)                    |                                                                         |                         |
| Air-to-Surface                                                                 |                                                                         |                         |
| MUPSOW - Multipurpose Stand Off Weapon صاروخ جوال                              |                                                                         |                         |
| TORGOS – (Cruise Missile) صاروخ جوال                                           |                                                                         |                         |
| صاروخ أرض-جو                                                                   | اومكونتو (صاروخ) – Multi-Range توجيه بالأشعة تحت الحمراء Missile Series |                         |
| صاروخ موجه مضاد للدروع                                                         |                                                                         |                         |
| Mokopa - Long-Range Laser Guided صاروخ موجه مضاد للدروع                        |                                                                         |                         |
| ZT3 Ingwe - Multi-Role Laser Guided صاروخ موجه مضاد للدروع                     |                                                                         |                         |
| قنبلة موجهة                                                                    |                                                                         |                         |
| Raptor Precision-Guided Glide Bomb series                                      |                                                                         |                         |
| Umbani نظام التموضع العالمي/INS guidance kit for Mk.82, Mk.83 and Mk.84 قنبلةs |                                                                         |                         |
| Seekers                                                                        | Seekers                                                                 | Brazilian MAA-1 Piranha |
| Weapons Management Systems                                                     |                                                                         |                         |
| Arachnida Weapons Management System                                            |                                                                         |                         |

## وصلات خارجية
- Denel Aviation Official Site نسخة محفوظة 3 مارس 2022 على موقع واي باك مشين.
- Denel Official Site
- Denel Dynamics Official Site